# Wisent 1
Wisent 1 — німецька броньована інженерна машина розроблена конструкторами з фірми Flensburger Fahrzeugbau Gesellschaft (FFG) на танковому шасі Leopard 1 у трьох варіантах: мінний розгороджувач,  броньована інженерна машина та броньована евакуаційна машина. Перебувала на озброєнні інженерних військ Бундесверу (нім. Pioniere), бронетанкових батальйонів та аналогічних з'єднаннях у інших арміях, на озброєнні яких були основні бойові танки Leopard 1.
Машина має високий рівень захисту, щоб якнайкраще захистити екіпаж під час виконання небезпечних завдань — балістичний захист на рівні стандарту НАТО STANAG 4569 Level 5, а також захист від мін — на рівні Level 3.

## Варіанти
Wisent 1 MC (Mine Clearing) — машина оснащена повнорозмірним мінним відвалом від Pearson Engineering, що призначений робити проходи у мінному полі. Вона здійснює автоматичну розмітку розмінованої ділянки, щоб нею змогли пройти піхотинці. Зазвичай, у таких машин ширина розмінування становить від 2,5 до 2,6 м. Зубці, розташовані по всій ширині транспортного засобу, витісняють закопані міни, створюючи зручну для руху дорогу. До складу машини входять: шахтний плуг на всю ширину захвату, система розмітки смуги руху, дублікатор магнітних підписів, допоміжна лебідка.
Wisent 1 AEV (Armoured Engineer Vehicle) — броньована інженерна машина оснащена спеціально розробленою стрілою екскаватора. Вона базується на комерційній системі екскаватора високого класу і оснащена ковшем об’ємом 1,3 м³. Продуктивність землерийних робіт до 300 м³/год. Стріла екскаватора може підіймати вантажі з максимальною вагою близько 4,5 т. Також машина оснащена дизельним двигуном MTU MB 838 Ca M500 з турбонаддувом, що розвиває потужність 960 к.с.
Машина може будувати та усувати перешкоди на полі бою. Також може готувати вогневі позиції, засипати рови тощо.
Wisent 1 APB (Armoured Personnel Carrier) — броньована евакуаційна машина може підіймати пошкоджені, застряглі, занурені у заболочені місцини або ж перекинуті бойові машини на полі бою. Вона також спроможна буксирувати їх у найближчий прихисток чи ремонтну майстерню. Так само цей транспортний засіб може забезпечити технічне обслуговування і безпосередньо в польових умовах. Екіпаж бронемашини діє з-під бронезахисту.
Ця машина оснащена краном та може підіймати вельми важкі вантажі понад 30 т. Кран може бути задіяним для підйому башт бойових машин або силових агрегатів основних бойових танків, а також для інших вантажопідйомних робіт. Якщо потрібен ремонт підвіски, кран підіймає передню або задню частину автомобіля, щоб забезпечити доступ до пошкодженої системи. Коли це не потрібно, кран знаходиться у складеному стані вздовж правого борту корпусу реммашини.
Також вона має головну лебідку вантажопідйомністю 35 т. із тросом довжиною 90 м. Цей агрегат застосовується для евакуації пошкоджених, застряглих, затонулих та перевернутих транспортних засобів. Також є і допоміжна лебідка.
Спереду бронемашина має передній бульдозерний відвал, який можна використовувати для подолання перешкод і земляних робіт. Він також застосовується як ґрунтовий анкер для стабілізації транспортного засобу під час операцій підйому крана, лебідки та земляних робіт.
Wisent 1 має вантажну платформу над моторним відсіком. Він може нести на собі запасний блок живлення для заміни в польових умовах. Автомобіль оснащений інтегрованим зварювально-різальним обладнанням для ремонту у польових умовах.

## Оператори
Wisent 1 успішно експлуатується у кількох країнах. Найбільш відомим оператором її застосування є збройні сили Данії. Хоча аналогічну машину на базі модифікованого корпусу Leopard 2, відому, як Wisent 2, також закупили Канада, Угорщина, Норвегія, Катар та ОАЕ.
В період з 2023 по 2025 роки Україна отримала 60 машин в рамках МТД. Машини перебувають на озброєнні Інженерних бригад Сухопутних військ ЗСУ.